# Gorivna celica
Gorivna celica je naprava, ki spremeni kemično energijo goriva v električno energijo s pomočjo kemične reakcije in oksidanta. Najpogostejše gorivo je vodik, lahko pa se uporablja tudi fosilna goriva kot zemeljski plin, alkohol (metanol) in drugi ogljikovodiki. Gorivne celice se razlikujejo od baterij v tem da potrebujejo za delovanje vir goriva in oksidanta.
Prve gorivne celice so izumili že leta 1838. Več kot stoletje pozneje je NASA razvila celice za pogon vesoljskih sond, satelitov in kapsul. Iz teh so se razvile komercialne celice, ki se jih uporablja na številnih drugih področjih. Uporablja se jih kot pomožni vir energije v industriji, stavbah in odmaknjenih področjih. V prihodnosti jih lahko pričakujemo širšo uporabo v avtomobilih, viličarjih, motorjih, podmornicah, čolnih, letalih in marsikje drugje.

## Tipi gorivnih celic
Obstaja več vrst gorivnih celic, vse pa imajo negativno anodo in pozitivno katodo ter elektrolit. Elektroni tečejo od anode do katode v enosmernem toku. Glavna razlika med celicami je tip elektrolita. Različen je tudi čas zagona in sicer 1 sekunda pri PEMFS in do deset minut pri SOFC. Obstajajo tudi različne velikosti, manjše proizvajajo napetost 0,7 V, ki so vezane serijsko za večjo napetost.. Gorivne celice imajo izkoristek 40–60%, kar je več kot npr. izkoristek batnega motorja (titpično 20-40%), manj pa od klasičnih baterij (90%).Celice poleg elektrike proizvajajo tudi toploto, v tem primeru je lahko izkoristek 85%.
Trg gorivnih celic vztrajno rase, ocenjuje se 50 GW okrog leta 2020.